# حثل فوكس
حثل فوكس، يُسمى أيضًا حثل فوكس البطاني للقرنية وحثل فوكس البطاني، هو حثل قرني يتطور ببطء ويصيب عادةً كلتي العينين وهو أكثر شيوعًا لدى النساء منه لدى الرجال. رغم أن العلامات المبكرة لحثل فوكس تظهر أحيانًا في الثلاثينات والأربعينات من العمر نادرًا ما يؤثر المرض على وظيفة الرؤية قبل أن يصل المرضى إلى الخمسينات والستينات من العمر.

## التاريخ
وُصفت الحالة لأول مرة من قبل طبيب العيون النمساوي إيرنست فوكس (1851-1930) الذي سمي المرض نسبةً له. في عام 1910، أبلغ فوكس لأول مرة عن 13 حالة من تغيم القرنية المركزي وفقدان الإحساس بالقرنية وتشكل فقاعات أو بثور ظهارية وأطلق على الحالة اسم «الحثل الظهاري للقرنية». تميزت بأعراض متأخرة الظهور بطيئة التقدم، شملت انخفاض حدة البصر في الصباح وعتامة القرنية المنتشرة وظهارة خشنة مركزية شبيهة بالحويصلة.

## العلامات والأعراض
يعد حثل فوكس حالة تقدمية ومزمنة، تتطور العلامات والأعراض تدريجيًا على مدى عقود من العمر، إذ تبدأ في منتصف العمر. تشمل الأعراض الأولية تغيم الرؤية عند الاستيقاظ والتي تتحسن في فترة الصباح، سببها أن السوائل المحتجزة في القرنية لا يمكن أن تتبخر عبر سطح العين نتيجة إغلاق الجفون طوال الليل. مع تفاقم المرض، تمتد فترة تغيم الرؤية في الصباح من دقائق إلى ساعات.
في المراحل المتوسطة من المرض، يمكن أن تساهم زيادة القطرات والتورم في القرنية في حدوث تغييرات في الرؤية وإضعاف حدة البصر على مدار اليوم. قد تتأثر حساسية التباين. قد يؤدي التغيير في قرينة الانكسار للقرنية إلى تحولات انكسارية طفيفة، والتي تتجلى كتغيير بسيط في وصفة النظارات الطبية الخاصة بالمرضى.
في المراحل المتقدمة من المرض، تكون القرنية غير قادرة على الحفاظ على محتواها السائل وتتكون البثور، الشبيهة بالفقاعات، على سطح القرنية. تسبب هذه الفقاعات الإحساس بوجود جسم غريب في العين ويمكن أن تكون مؤلمة. قد لا تلتئم القرنية من هذه العيوب الظهارية، حتى تُجرى عملية زرع القرنية واستعادة وظيفة المضخة البطانية.

## العلاج
يمكن استخدام العلاجات غير الجراحية لحثل فوكس البطاني للقرنية لتخفيف أعراض المرض الأولية. تشمل الإدارة الطبية استخدام محلول ملحي موضعي مفرط التوتر، واستخدام مجفف الشعر لتجفيف الفيلم الدمعي أمام القرنية، بالإضافة إلى العدسات اللاصقة العلاجية. يسحب المحلول الملحي مفرط التوتر الماء من القرنية بالتناضح. عند استخدام مجفف الشعر، يُطلب من المريض إمساكه بطول ذراعه أو توجيهه عبر الوجه بعد تشغيل الهواء البارد لتجفيف البثور الظهارية. يمكن القيام بذلك مرتين أو ثلاث مرات في اليوم. يمكن أن تحسن العدسات الصلبية الرؤية التي تضعف بتأثير الشذوذات في سطح القرنية، ولكنها قد تضغط على بطانة القرنية.
يعد زرع القرنية العلاج النهائي لحثل فوكس البطاني للقرنية. أكثر أنواع الجراحة شيوعًا لحثل فوكس البطاني للقرنية هي عملية رأب القرنية الخلالي النازع لديسيميه (DSEK) أو رأب القرنية الخلالي الغشائي لديسميه (DMEK)، والتي تمثل أكثر من نصف عمليات زرع القرنية في الولايات المتحدة. يخضع إجراء حقن الخلايا البطانية المزروعة للدراسات الحالية، وفي دراسة تضمنت 11 مريضًا في اليابان يعانون من اعتلال القرنية الفقاعي، تمكن الأطباء بهذه الطريقة من إزالة الوذمة القرنية.